# Klaus Zander
Klaus Zander (* 6. September 1956 in Köln) ist ein ehemaliger deutscher Basketballspieler.

## Leben
Klaus Zander debütierte 1973 beim ASV Köln in der Basketball-Bundesliga. Als er 1977 aus der ASV-Mannschaft in den BSC Saturn Köln wechselte, war der 2,10 Meter große Center bereits ein Leistungsträger der Kölner und als nach dem Rückzug des Hauptsponsors 1988 der BSC zu Galatasaray Köln umfirmierte, war Zander immer noch dabei, 1990 beendete er seine Karriere. 1981, 1982, 1987 und 1988 gewann Zander mit dem BSC Saturn Köln die Deutsche Meisterschaft, 1980, 1981 und 1983 gelang der Sieg im Pokal. Insgesamt erzielte Zander, der zeitweilig Spielführer der Kölner war, 5252 Punkte in der Basketball-Bundesliga. Zander wurde als „erfolgreichster und bekanntester deutscher Saturn-Basketballer“ bezeichnet. Obwohl er während seiner Laufbahn Angebote anderer Vereine erhielt, entschied sich Zander jeweils, in seiner Geburtsstadt zu bleiben. Dies habe er nie bereut, schließlich sei Köln „die schönste Stadt der Welt“, auch der Karneval habe dabei eine Rolle gespielt, so Zander im Buch 50 Jahre Basketball-Bundesliga.
Ab 1975 spielte Zander in der Nationalmannschaft und absolvierte insgesamt 142 Spiele. Höhepunkt der internationalen Karriere war die Teilnahme an den Olympischen Spielen 1984. Zander wirkte in acht Spielen mit, erzielte 67 Punkte und belegte am Ende mit der deutschen Mannschaft den achten Platz. 1980 erhielt Zander als erster deutscher Basketballspieler eine Berufung in die Europaauswahl und nahm mit dieser in Tel Aviv am Abschiedsspiel von Tal Brody teil.
Klaus Zander schloss während seiner Karriere ein Sportstudium an der Deutschen Sporthochschule Köln mit einer Diplomarbeit über Rollstuhlbasketball ab und wurde im Sportamt der Stadt Köln tätig. Zeitweilig brachte sich der Vater von zwei Töchtern und einem Sohn bei den Köln 99ers als Trainer in die Nachwuchsarbeit ein. Im Januar 2020 ernannte Oberbürgermeisterin Henriette Reker ihn und Stephan Baeck zu den ersten Basketball-Sportbotschaftern der Stadt Köln.